# Distretto di Huancaraylla
Il distretto di Huancaraylla è uno dei dodici distretti della provincia di Víctor Fajardo, in Perù. Si trova nella regione di Ayacucho e si estende su una superficie di 165,49 chilometri quadrati.

Istituito il 2 gennaio 1857, ha per capitale la città di Huancaraylla; nel censimento del 2005 contava 1.796 abitanti.